# Blyth (Australia)

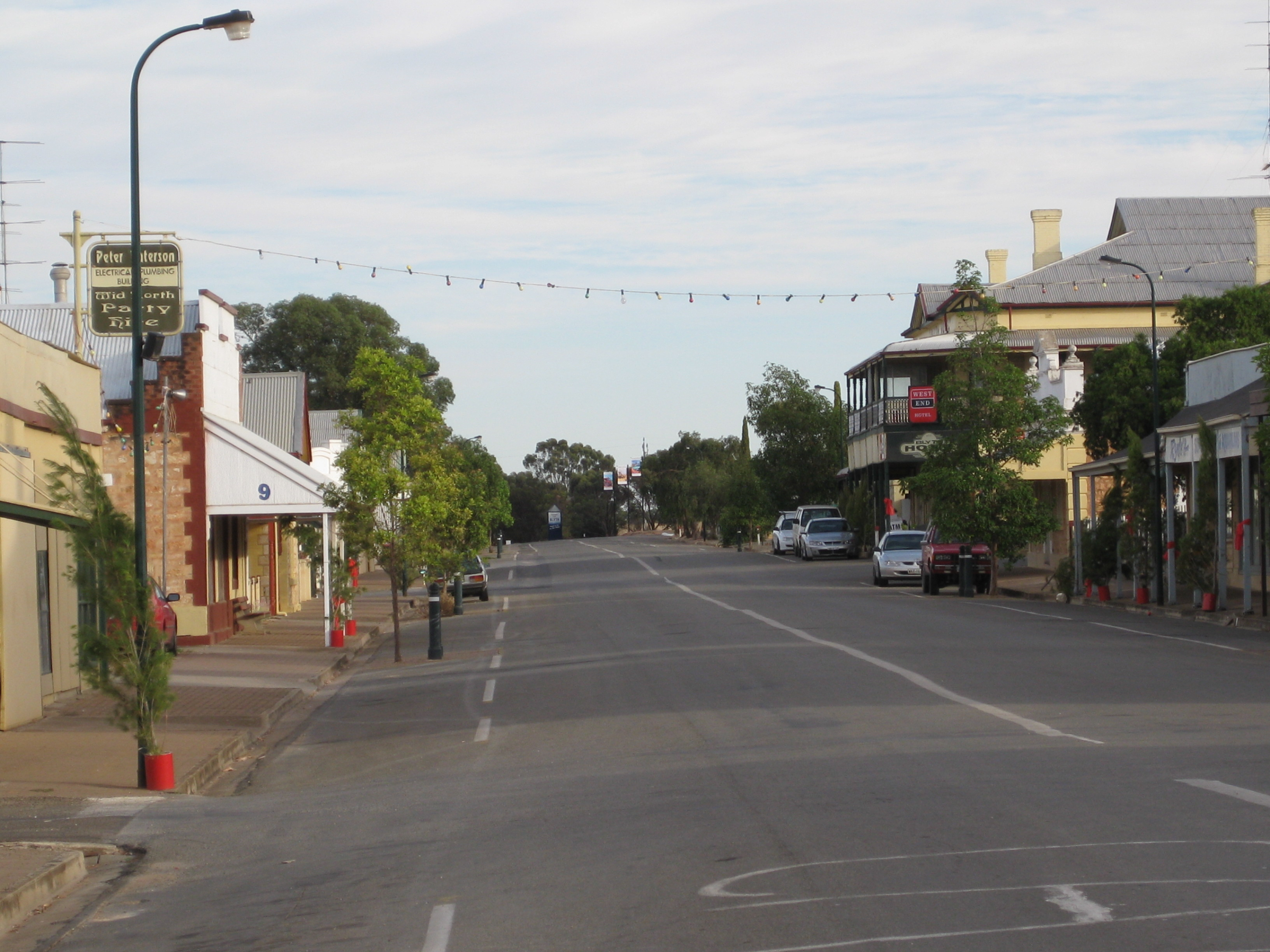
Główna ulica miasta Blyth w Australii Południowej

Blyth – miasto w Australii, w stanie Australia Południowa.